# Степное (Железинский район)
Степное (каз. Степное) — село в Железинском районе Павлодарской области Казахстана. Входит в состав Прииртышского сельского округа. Код КАТО — 554259400.

## Население
В 1999 году население села составляло 163 человека (90 мужчин и 73 женщины). По данным переписи 2009 года, в селе проживало 53 человека (30 мужчин и 23 женщины).